# Gonzalo Delgrás

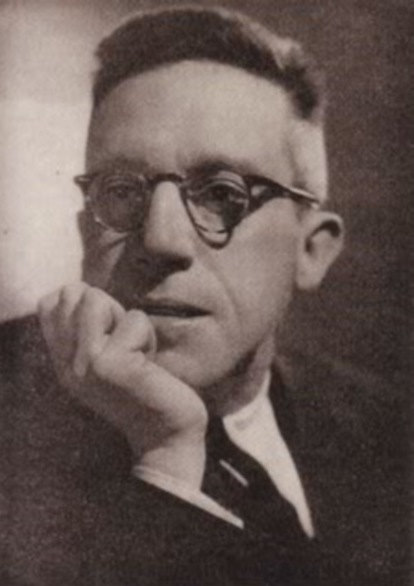
El actor, doblador y director de cine Gonzalo Delgrás

Gonzalo Pardo Delgrás (Barcelona, 3 de octubre de 1897 - Madrid, 23 de octubre de 1984) más conocido como Gonzalo Delgrás, fue un director de cine y productor español.

## Biografía

### Teatro
Hijo natural de la actriz Elvira Pardo y del actor Francisco Fuentes. En 1912, con quince años de edad, empezó a trabajar en el teatro como apuntador. En 1913 comienza su carrera como actor teatral en la Compañía de Francisco Morano, en la que llegará, años más tarde, a ser primer actor. El 7 de julio de 1926 se casa con la también actriz Margarita Robles Menéndez. Según era costumbre en la época, forman compañía propia. Entre sus primeros estrenos figura "Trece onzas de oro", del que es autora su esposa. En 1928 conoce en Oviedo al autor Valentín Andrés Álvarez. Ya en Madrid, adapta y estrena su ópera prima, "Tararí", en el Teatro Lara, obteniendo un gran éxito de crítica y público. Le sigue la surrealista "Chinelón" de Julio Bravo, en el teatro de la Zarzuela, y "Volpone" de Ben Jhonson.   

#### El "teatro de vanguardia" y "Los medios seres"
La compañía de Robles y Delgrás empieza a especializarse en el teatro de vanguardia, llegando a ser conocidos como "los Pitoeff españoles".  Así, el 7 de diciembre de 1929 estrenan en el Teatro Alcázar."Los medios seres", la esperada obra teatral de Ramón Gómez de la Serna, que en aquellos años conocía el auge de su popularidad como literato y gran humorista. El estreno genera una enorme expectación, "presagiándose como el gran evento de la temporada teatral, o la obra que iba a cambiar radicalmente el teatro contemporáneo". A pesar del apoyo de una parte de la crítica y de muchos autores, "Los medios seres" fracasa y se retira de cartel a las pocas semanas, dejando a la compañía en bancarrota. Ramón Gómez de la Serna no volverá a escribir teatro. Para intentar reponerse del varapalo artístico y económico, Robles y Delgrás hacen gira por toda España con "Maya", de Simon Gantillon, adaptada por Azorín, entre otras obras. La temporada siguiente estrenan con éxito en el Teatro Cómico de Madrid el drama "Inri", escrito por el propio Gonzalo Delgrás.  

### Cine

#### De pionero del doblaje a "La tonta del bote"
Su carrera teatral se detiene, salvo esporádicas reapariciones, en 1933, cuando es contratado por la Paramount Pictures para sus estudios de doblaje en Joinville, cerca de París.  En 1934 pasa a ser director de doblaje en los nuevos estudios de la Metro-Goldwyn Mayer en Barcelona. Tras romper con la compañía norteamericana, trabaja en los estudios de doblaje de Orphea Films y Acústica. Con esta última, durante la Guerra Civil Española, se dedica al doblaje al español de las películas soviéticas. Tras la guerra trata de poner en marcha una versión cinematográfica de la obra Terra Baixa, de  Àngel Guimerà. La censura hace naufragar este proyecto, y en su lugar rueda la comedia La tonta del bote (1939). Como protagonista escoge a la entonces desconocida Josita Hernán, con quien había coincidido en los estudios de doblaje de París, junto al galán Rafael Durán. Se convirtió en la primera película española con gran éxito de público después de la Guerra Civil.

#### La comedia en la posguerra
Fue autor del argumento y del guion de sus dos siguientes películas, la comedia sentimental La doncella de la duquesa (1941) y la comedia dramática Los millones de Polichinela (1941), producida por Cifesa, la más importante productora española del momento. Se especializó en comedias sentimentales, con guiones escritos por su mujer, Margarita Robles Menéndez, con frecuencia adaptando novelas escritas por mujeres, como María Luisa Linares, en Un marido a precio fijo (1942), Ni tuyo, ni mío (1944) y El misterioso viajero del Clipper (1945), Carmen de Icaza, en Cristina Guzmán (1943), y Concha Espina, en Altar mayor (1943). De esta última película, el profesor José Luis Castro de Paz subraya "el indiscutible talento visual con el que el cineasta resuelve -y enriquece, complejizándolos- determinados episodios, otorgando al film un valor que excede con mucho el que cabría esperar tras un superficial visionado" Dentro de este género se desenvolvió con decisión, desarrollando un estilo elegante en el que el cuidado puesto en los decorados era una premisa importante, y en el que trataba de incorporar al cine español el estilo de las comedias que había doblado al español con Paramount y Metro-Goldwyn Mayer.  

#### Comedias dramáticas, melodramas, musicales
Trató también la comedia dramática, adaptando a Juan Ignacio Luca de Tena en La condesa María (1942) y la comedia del absurdo con Los habitantes de la casa deshabitada (1946) a partir de la obra teatral de Enrique Jardiel Poncela. En 1947 dirigió un melodrama rural, Trece onzas de oro, a partir de una obra teatral escrita por su esposa (que también es autora del guion), que los dos habían estrenado en el Teatro Lara de Madrid y que se rodó íntegramente en la localidad natal de ella, Muros de Nalón, donde rodará también la interesante Bajo el cielo de Asturias (1951). En esta misma línea melodramática adaptó a Emilia Pardo Bazán en Un viaje de novios (1947) y a José Francés en La mujer de nadie (1949). Tras un periodo de alejamiento del cine, en el que escribió la novela Las señoritas de Cachupín (1953), regresa con El Hombre que veía la muerte (1955), El genio alegre (1957) y tres películas musicales protagonizadas por el cantante Antonio Molina: La hija de Juan Simón (1956), El Cristo de los Faroles (1958) y Café de Chinitas (1961), También adaptó para Televisión Española los espacios dramáticos Cambio de luz (1967) y Los cascabeles de la locura (1968).  
Gonzalo Delgrás supo desarrollar una carrera cinematográfica eficiente dentro de las más estrictas exigencias comerciales en las que tuvo que desarrollar sus trabajos. Como con muchos otros directores del cine de posguerra, sus aportaciones han sido minimizadas por la crítica, aunque revisiones recientes de su trabajo, como la llevada a cabo por José Luis Castro de Paz, le otorgan una calificación de notable.

## Filmografía
- Café de Chinitas (1961)
- El Cristo de los Faroles (1958)
- La hija de Juan Simón (1957)
- El genio alegre (1957)
- El hombre que veía la muerte (1955)
- Bajo el cielo de Asturias (1951)
- La mujer de nadie (1950)
- Un viaje de novios (1948)
- Trece onzas de oro (1947)
- Oro y marfil (1947)
- Los habitantes de la casa deshabitada (1946)
- El misterioso viajero del Clipper (1945)
- Ni tuyo ni mío (1944)
- Altar mayor (1944)
- La boda de Quinita Flores (1943)
- Cristina Guzmán (1943)
- La condesa María (1942)
- Un marido a precio fijo (1942)
- La doncella de la duquesa (1941)
- Los millones de Polichinela (1941)
- La tonta del bote (1939)